# カステルヴェッキオ・カルヴィージオ
カステルヴェッキオ・カルヴィージオ（イタリア語: Castelvecchio Calvisio）は、イタリア共和国アブルッツォ州ラクイラ県にある、人口約100人の基礎自治体（コムーネ）。

## 地理

### 位置・広がり

#### 隣接コムーネ
隣接するコムーネは以下の通り。括弧内のTEはテーラモ県所属を示す。
- バリシャーノ
- カラーショ
- カペストラーノ
- カラペッレ・カルヴィージオ
- カステッリ (TE)
- イーゾラ・デル・グラン・サッソ・ディターリア (TE)
- ナヴェッリ
- オフェーナ
- サン・ピーオ・デッレ・カーメレ
- サント・ステーファノ・ディ・セッサーニオ